# Душко Маркович
Душко Маркович (чорн. Duško Marković, Душко Марковић; нар. 6 липня 1958, Мойковац) — чорногорський юрист і політик, прем'єр-міністр Чорногорії з 28 листопада 2016 по 4 грудня 2020 р.

## Біографія
Маркович вивчав право в Крагуєвацькому університеті, працював у юридичному відділі рудника «Брсково» в Мойковаці і брав участь у політичній діяльності на місцевому рівні.
З 1991 по 1998 рр. був генеральним секретарем уряду Чорногорії. З 1997 по 1998 рр. входив до парламенту. До 2005 р. обіймав посаду заступника міністра внутрішніх справ з питань держбезпеки. З 2005 по 2010 рр. керував Агентством національної безпеки країни. У 2010 р. він був призначений міністром без портфеля в уряді Мило Джукановича, у грудні того ж року став заступником прем'єр-міністра і міністром юстиції в новому уряді Ігоря Лукшича (зберіг посади в наступному уряді Джукановича, створеному в грудні 2012 р.). У 2015 р. Маркович був обраний заступником голови Демократичної партії соціалістів Чорногорії.
Одружений, має трьох дітей.